# Persone di nome Cecil
| Questa pagina contiene informazioni ricavate automaticamente dalle voci biografiche con l'ausilio del template Bio e di un bot. L'aggiornamento è periodico e automatico e ricostruisce completamente la pagina. Se manca una persona in questa lista, sei pregato di non aggiungerla, ma accertati piuttosto che la sua voce biografica contenga il template Bio e che i dati anagrafici siano correttamente compilati. Se il template Bio manca, inseriscilo tu stesso o, in alternativa, metti l'avviso {{tmp\|Bio}} che ne segnala la mancanza. Se i dati riportati sono sbagliati, correggi direttamente la voce biografica; le modifiche saranno visibili in questa lista entro pochi giorni. Per chiarimenti vedi il progetto antroponimi. La lista contiene solo le 82 persone che sono citate nell'enciclopedia e per le quali è stato implementato correttamente il template Bio. Pagina aggiornata al 22 lug 2025. |

Questa è una lista di persone presenti nell'enciclopedia che hanno il nome Cecil, suddivise per attività principale.

## Allenatori di calcio(1)
- Cecil Jones Attuquayefio, allenatore di calcio e calciatore ghanese (Accra, n. 1944 - Accra, † 2015)

## Ambasciatori(1)
- Cecil von Renthe-Fink, ambasciatore tedesco (Breslavia, n. 1885 - Monaco di Baviera, † 1964)

## Ammiragli(3)
- Cecil Burney, ammiraglio britannico (Saint Saviour, n. 1858 - Upham, † 1929)
- Cecil Harcourt, ammiraglio britannico (Bromley, n. 1892 - Londra, † 1959)
- Cecil Thursby, ammiraglio inglese (Warwickshire, n. 1861 - Great Ryton, † 1936)

## Animatori(1)
- Cecil Surry, animatore statunitense (Chelan, n. 1907 - Los Angeles, † 1956)

## Aracnologi(1)
- Cecil Louis Wilton, aracnologo neozelandese (Masterton, † 1995)

## Archeologi(1)
- Cecil Harcourt Smith, archeologo britannico (Staines, n. 1859 - † 1944)

## Architetti del paesaggio(1)
- Cecil Pinsent, architetto del paesaggio inglese (Montevideo, n. 1884 - Hilterfingen, † 1963)

## Attori(7)
- Cecil Holland, attore e truccatore britannico (Gravesend, n. 1887 - Los Angeles, † 1973)
- Cecil Kellaway, attore britannico (Città del Capo, n. 1893 - Los Angeles, † 1973)
- Cec Linder, attore canadese (Radziechowy-Wieprz, n. 1921 - Toronto, † 1992)
- Cecil Mannering, attore e regista scozzese (Edimburgo)
- Taylor Nichols, attore statunitense (Lansing, n. 1959)
- Cecil Parker, attore britannico (Hastings, n. 1897 - Brighton, † 1971)
- Cecil Thiré, attore e doppiatore brasiliano (Rio de Janeiro, n. 1943 - Rio de Janeiro, † 2020)

## Attrici(1)
- Cecil Spooner, attrice, regista e sceneggiatrice statunitense (New York, n. 1875 - Sherman Oaks, † 1953)

## Aviatori(2)
- Cecil Arthur Lewis, aviatore e sceneggiatore inglese (Birkenhead, n. 1898 - Londra, † 1997)
- Howard Pixton, aviatore britannico (Didsbury, n. 1885 - Jurby, † 1972)

## Avvocati(1)
- Cecil Chubb, avvocato britannico (Shrewton, n. 1876 - Bournemouth, † 1934)

## Calciatori(3)
- Cecil Allen, calciatore nordirlandese (Belfast, n. 1914 - † 2003)
- Cecil Irwin, calciatore e allenatore di calcio inglese (Ellington, n. 1942 - † 2025)
- Cecil Wingfield-Stratford, calciatore inglese (West Malling, n. 1853 - † 1939)

## Cantanti(1)
- Ini Kamoze, cantante giamaicano (Port Maria, n. 1957)

## Cestisti(5)
- Cecil Brown, ex cestista statunitense (Inglewood, n. 1983)
- Cecil Hankins, cestista e allenatore di pallacanestro statunitense (Covin, n. 1922 - Sand Springs, † 2002)
- Cecil Rose, cestista bahamense (Nassau, n. 1955 - Houston, † 2013)
- Pete Silas, cestista statunitense (Miami, n. 1932 - Bartlesville, † 2014)
- Cecil Williams, cestista statunitense (Columbia, n. 1995)

## Chimici(1)
- Incidente di Cecil Kelley, chimico statunitense (n. 1920 - Los Alamos, † 1959)

## Compositori(2)
- Cecil Forsyth, compositore, violista e musicologo inglese (Greenwich, n. 1870 - New York, † 1940)
- Cecil Armstrong Gibbs, compositore inglese (Great Baddow, n. 1889 - Chelmsford, † 1960)

## Contrabbassisti(1)
- Cecil McBee, contrabbassista statunitense (Tulsa, n. 1935)

## Crickettisti(1)
- Cec Pepper, crickettista australiano (n. 1916 - Littleborough, † 1993)

## Critici letterari(1)
- Maurice Bowra, critico letterario e filologo inglese (Jiujiang, n. 1898 - Oxford, † 1971)

## Diplomatici(1)
- Cecil Spring Rice, diplomatico britannico (Londra, n. 1859 - Ottawa, † 1918)

## Fisici(1)
- Cecil Frank Powell, fisico britannico (Tonbridge, n. 1903 - Casargo, † 1969)

## Fotografi(1)
- Cecil Beaton, fotografo e costumista britannico (Hampstead, n. 1904 - Broad Chalke, † 1980)

## Funzionari(1)
- Cecil Price, funzionario statunitense (Flora, n. 1938 - Jackson, † 2001)

## Generali(2)
- Cecil Edward Bingham, generale irlandese (n. 1861 - † 1934)
- Cecil Romer, generale britannico (Ifield, n. 1869 - † 1962)

## Geologi(1)
- Cecil Thomas Madigan, geologo e esploratore australiano (Renmark, n. 1889 - Adelaide, † 1947)

## Giocatori di football americano(2)
- Cecil Isbell, giocatore di football americano e allenatore di football americano statunitense (Houston, n. 1915 - Hammond, † 1985)
- Cecil Shorts, ex giocatore di football americano statunitense (Kent, n. 1987)

## Giocatori di snooker(1)
- Cecil Harverson, giocatore di snooker inglese

## Giornalisti(1)
- Cecil Chesterton, giornalista e opinionista inglese (n. 1879 - † 1918)

## Hockeisti su ghiaccio(1)
- Tiny Thompson, hockeista su ghiaccio canadese (n. 1903 - Calgary, † 1981)

## Imprenditori(1)
- Cecil Rhodes, imprenditore e politico britannico (Bishop's Stortford, n. 1853 - Muizenberg, † 1902)

## Marciatori(1)
- Cecil McMaster, marciatore sudafricano (Port Elizabeth, n. 1895 - † 1981)

## Militari(4)
- Cecil Campbell Hardy, militare britannico (n. 1900 - Distretto Rurale di Bridgwater, † 1963)
- Nevil Macready, militare e politico britannico (Cheltenham, n. 1862 - Knightsbridge, † 1946)
- Cecil Meares, militare e esploratore irlandese (Kilkelly, n. 1877 - Columbia Britannica, † 1937)
- Cecil Irby Prowse, militare britannico (Somerset, n. 1866 - battaglia dello Jutland, † 1916)

## Nuotatori(2)
- Cecil Fagan, nuotatore e pallanuotista irlandese (Dublino, n. 1899 - Dublino, † 1977)
- Cecil Healy, nuotatore australiano (Darlinghurst, n. 1881 - Somme, † 1918)

## Pattinatrici artistiche su ghiaccio(1)
- Cecil Smith, pattinatrice artistica su ghiaccio canadese (Toronto, n. 1908 - † 1997)

## Pedagogisti(1)
- Cecil Reddie, pedagogista inglese (Londra, n. 1858 - † 1932)

## Pianisti(1)
- Cecil Taylor, pianista statunitense (New York, n. 1929 - New York, † 2018)

## Pittori(1)
- Cecil Collins, pittore inglese (Plymouth, n. 1908 - Londra, † 1989)

## Poetesse(1)
- Cecil Frances Alexander, poetessa irlandese (n. 1818 - † 1895)

## Poeti(1)
- Cecil Day-Lewis, poeta, scrittore e traduttore britannico (Ballintubber, n. 1904 - County Laois, † 1972)

## Politici(3)
- Cecil D. Andrus, politico statunitense (Hood River, n. 1931 - Boise, † 2017)
- Cecil Farris Bryant, politico e avvocato statunitense (Contea di Marion, n. 1914 - Jacksonville, † 2002)
- Cecil Foljambe, I conte di Liverpool, politico britannico (n. 1846 - † 1907)

## Produttori cinematografici(1)
- Cecil Hepworth, produttore cinematografico, regista e attore britannico (Lambeth, n. 1873 - Greenford, † 1953)

## Registi(1)
- Cecil B. DeMille, regista, produttore cinematografico e montatore statunitense (Ashfield, n. 1881 - Los Angeles, † 1959)

## Scacchisti(2)
- Cecil De Vere, scacchista scozzese (Montrose, n. 1845 - Torquay, † 1875)
- Cecil Purdy, scacchista australiano (Porto Said, n. 1906 - Sydney, † 1979)

## Schermidori(1)
- Cecil Haig, schermidore britannico (Londra, n. 1862 - Monnington on Wye, † 1947)

## Scrittori(2)
- Cecil Scott Forester, scrittore e drammaturgo inglese (Il Cairo, n. 1899 - Fullerton, † 1966)
- Cecil Street, scrittore britannico (Gibilterra, n. 1884 - Eastbourne, † 1964)

## Scrittrici(1)
- Cecil Bødker, scrittrice e poetessa danese (Comune di Fredericia, n. 1927 - Danimarca, † 2020)

## Storiche(1)
- Cecil Woodham-Smith, storica e biografa britannica (Tenby, n. 1896 - Londra, † 1977)

## Storici(1)
- Cecil Roth, storico e insegnante inglese (Londra, n. 1899 - Gerusalemme, † 1970)

## Storici dell'arte(1)
- Cecil Gould, storico dell'arte britannico (Londra, n. 1918 - Chard, † 1994)

## Tennisti(4)
- Cecil Browning, tennista britannico (Hampstead, n. 1883 - Westminster, † 1953)
- Cecil Mamiit, ex tennista statunitense (Los Angeles, n. 1976)
- Cecil Francis Parr, tennista britannico (Grappenhall and Thelwall, n. 1847 - Hertfordshire, † 1928)
- Bert St. John, tennista australiano (n. 1879 - † 1932)

## Velisti(1)
- Cecil Cooke, velista bahamense (Nassau, n. 1923 - † 1983)

## Velocisti(1)
- Cecil Griffiths, velocista britannico (Neath, n. 1900 - Edgware, † 1945)

## Zoologi(1)
- Cecil Boden Kloss, zoologo britannico (Warwickshire, n. 1877 - Inghilterra, † 1949)